# Richard Secord
Pour les articles homonymes, voir Secord.
Richard Vernon Secord, né le 6 juillet 1932 et mort le 15 octobre 2024 à Port Orange, est un militaire officier de l'United States Air Force qui s'est distingué par une carrière dans les opérations secrètes. Il atteint le grade de major-général avant de prendre sa retraite de l'armée.

## Biographie
Richard Secord est admis à l'Académie militaire de West Point en 1951, où il complète sa formation en 1955. En 1956, il étudie pour devenir pilote militaire. Par la suite, il est instructeur de vol sur avions militaires à réaction.
En août 1961, il fait partie du premier détachement de pilotes américains qui participent à la guerre du Viêt Nam (dans le cadre de l'opération Farm Gate (en)). Il quitte le Viêt Nam en 1965 pour compléter une formation au Air Command and Staff College. Ensuite, il retourne en Asie du Sud-Est où il participe à des opérations conçues par la CIA qui intervient secrètement dans la guerre civile laotienne. Au Laos, Secord participe à plusieurs missions militaires, dont la bataille de Lima Site 85 ainsi qu'à une opération de libération de prisonniers de guerre, la seule jamais réussie pendant le conflit,. Sa collaboration s'explique par le fait qu'il supervise les opérations aéronautiques de la Royal Lao Air Force (en), d'Air America et des Raven Forward Air Controllers (en).